# Automatizovaná převodovka
Automatizovaná převodovka (zvaná též robotizovaná převodovka nebo zkráceně ASG) je automobilní převodovka, která sama řadí rychlostní stupně a sama ovládá spojku, takže se obsluhujícímu řidiči jeví jako automatická převodovka.
Na rozdíl od hydrodynamické automatické převodovky je však automatizovaná převodovka principiálně shodná s obyčejnou manuální převodovkou, avšak spojku a řazení neovládá řidič, ale řídící jednotka.
Automatizovaná převodovka by neměla být zaměňována s dvojspojkovou převodovkou DSG. Ta je principiálně zcela odlišná.

## Nevýhody
Protože principiálně je tato převodovka shodná s obyčejnou manuální převodovkou, při řazení musí řídící jednotka vypnout spojku, přeřadit rychlost a spojku opět spojit. Toto je pociťováno řidičem jako přerušení pohonu vozidla. U manuální převodovky, kde řidič řazení ovládá a tudíž toto přerušení samozřejmě očekává, řidiči toto nepociťují jako problém. U automatizované převodovky je toto však prováděno bez vědomí řidiče, neočekávaně. Tento jev je obyčejně řidiči popisován jako nepříjemné cukání, které je pro tento druh převodovek charakteristické.

## Výhody
Automatizovaná převodovka je konstrukčně mnohem jednodušší než hydrodynamická převodovka nebo dvojspojková převodovka DSG. Díky tomu má nižší mechanické ztráty, je levnější, méně náchylná k poruchám a případné opravy jsou jednodušší a levnější.

## Automobily
Ze současné automobilové produkce je automatizovanou převodovkou vybavena například Mazda2 nebo Smart.